# Medford (Oklahoma)

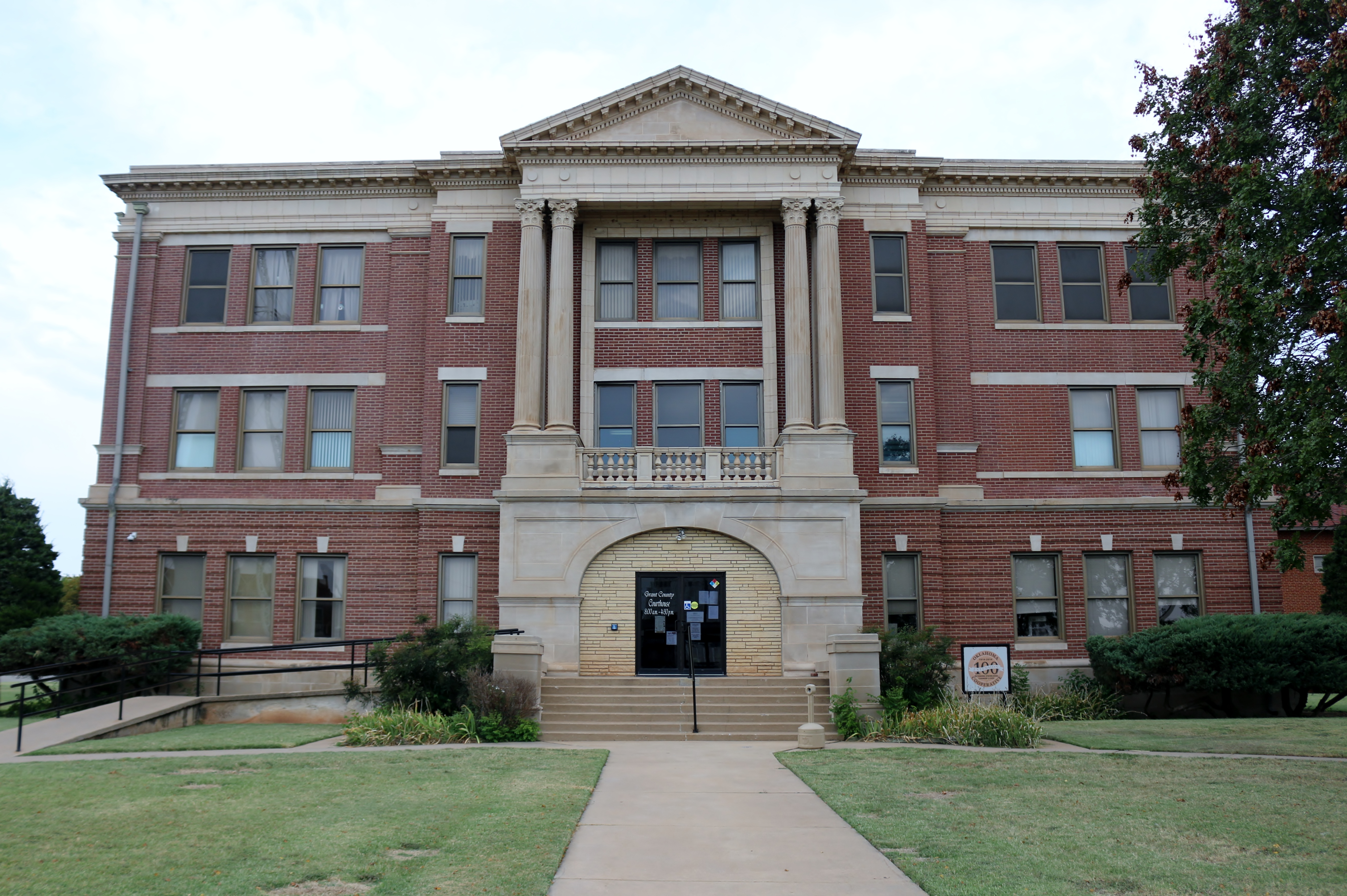
Palais de justice du comté de Grant (2017)

Pour les articles homonymes, voir Medford.
La ville de Medford est le siège du comté de Grant, dans l’État de l’Oklahoma, aux États-Unis. Sa population s’élevait à 996 habitants lors du recensement de 2010, estimée à 987 habitants en 2015.

## Source
- (en) Cet article est partiellement ou en totalité issu de l’article de Wikipédia en anglais intitulé « Medford, Oklahoma » (voir la liste des auteurs).

1. ↑  « Annual Estimates of the Resident Population for Incorporated Places: April 1, 2010 to July 1, 2015 » [archive du 2 juin 2016] (consulté le 2 juillet 2016)